# Ткачёв, Иван Герасимович
Иван Герасимович Ткачёв (16 мая 1916 — 27 июня 1988) — старший табунщик колхоза «2 пятилетка», Ипатовский район, Ставропольский край. Герой Социалистического Труда (13.07.1949).

## Биография
Родился 16 мая 1916 года в селе Большая Джалга ныне Ипатовского района Ставропольского края в бедной крестьянской семье.
В школе не учился, не было возможности. Родители умерли в голод 1921 года, воспитывался в семье родного брата. Работал в семьях зажиточных крестьян. С 1933 года начал трудиться в колхозе.
С 1938 года — в Красной Армии. Участвовал в Финской войне. В 1941 году был демобилизован, а с июля 1941 года — вновь в Красной Армии. Участник Великой Отечественной войны. В 1945 году — тракторист 3-й батареи 412-го артиллерийского полка 168-й стрелковой дивизии 10-й гвардейской армии 2-го Прибалтийского фронта, ефрейтор. Награждён медалью «За отвагу».
Демобилизовавшись из Красной Армии в мае 1946 года, трудился старшим табунщиком колхоза «2 пятилетка» Ипатовского района Ставропольского края. В 1948 году вырастил при табунном содержании 67 жеребят от 67 кобыл, имевшихся на начало года.
Указом Президиума Верховного Совета СССР от 13 июля 1949 года за получение высокой продуктивности животноводства в 1948 году при выполнении колхозом обязательных поставок сельскохозяйственных продуктов и плана развития животноводства по всем видам скота Ткачёву Ивану Герасимовичу присвоено звание Героя Социалистического Труда с вручением ордена Ленина и золотой медали «Серп и Молот».
До 1957 года жил в селе Большая Джалга, потом с семьёй переехал в госплемзавод «Большевик», где работал старшим чабаном участка племенных баранов фермы № 4 в посёлке Залесный Ипатовского района.
С 1976 года – на пенсии.
Жил в посёлке Залесный Ипатовского района Ставропольского края.
Умер 27 июня 1988 года похоронен в посёлке Залесный Ипатовский район Ставропольский край.

## Награды
- Золотая медаль «Серп и Молот» (13.07.1949)
- Орден Ленина (13.07.1949)
- Орден Отечественной войны II степени (11.03.1985)
- Медаль «За отвагу» (23.03.1945)[4]
- Медаль «За безупречную службу»
- Медаль «За оборону Ленинграда»
- Медаль «В ознаменование 100-летия со дня рождения Владимира Ильича Ленина» (6 апреля 1970)
- Медаль «За победу над Германией в Великой Отечественной войне 1941—1945 гг.» (9 мая 1945[5])
- Юбилейная медаль «Двадцать лет Победы в Великой Отечественной войне 1941—1945 гг.» (7 мая 1965[6])
- Юбилейная медаль «Тридцать лет Победы в Великой Отечественной войне 1941—1945 гг.»[7]
- Юбилейная медаль «Сорок лет Победы в Великой Отечественной войне 1941—1945 гг.»[8]
- Юбилейная медаль «50 лет Вооружённых Сил СССР» (26 декабря 1967[9])
- Медаль «За трудовое отличие»
- Медаль «Ветеран труда»

- медалями ВДНХ СССР:

## Память
- На могиле установлен надгробный памятник.
- На территории п. Советское Руно установлены памятники Героям Социалистического Труда[10].